# Robogó

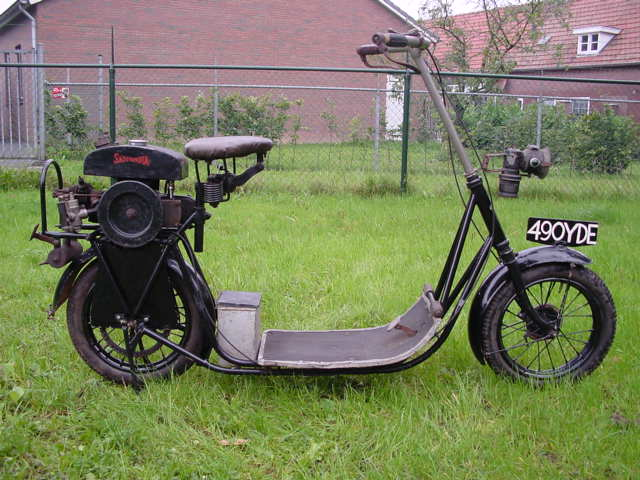
A Scootamota ABC 1919-ből

A robogó (angolul: scooter, a scoot: darting = menekülés, futás kifejezésből) egy belső égésű motoros vagy villanymotorral hajtott jármű, amely nagyon praktikus és gyors a városi forgalomban, két kis átmérőjű kerék, motor és a hátsó kerék meghajtása jellemzi, alacsony és középen nyitott váz, ülőhelyzetben a vezetést lehetővé tévő platformmal, párhuzamos lábakkal és álló törzzsel.
Bár az első példányok nem olaszok, a Vespa (a Piaggiótól) az egyik olyan robogó, amely az olasz szellemet jelképezi a világon, és talán a legismertebb is.
Bár a legelterjedtebb robogók általában két kerékkel vannak szerelve, amelyek átmérője kisebb, mint a motorkerékpároké, vannak nagyobb kerékkel és több kerékkel (legfeljebb négy) felszerelt modellek is. A robogókat teljesítményüktől és hengerűrméretüktől függően mopedekként vagy motorkerékpárokként lehet besorolni.

## Etimológiája
A rollerre emlékeztető platform létezése a scooter kifejezést hozta létre, amely az angol to scoot igéből származik, ami azt jelenti, hogy „siklani”.
A Scooter kifejezés elterjedése elsősorban az angol ABC cég által "Scootamota" néven gyártott modell kereskedelmi sikerének köszönhető, azzal az egyértelmű szándékkal, hogy a scooter motor kifejezést asszociációval azt idézze fel.

## Története
A városi legenda szerint a második világháború után a kátyús utak és a harci repülőgépekből kiszerelhető indítómotorok és kisméretű futóműkerekek együtt adták a lehetőséget a robogók akár házilagos összeállítására is.
A 21. század elejétől az otthon tölthető, elektromotorral hajtott változata gyorsan terjed.

## Leírása
Általában kis átmérőjű kerekekkel vannak felszerelve, a motor hátul, az ülés alatt van, és általában oldalsó burkolatok vagy a karosszériába integrált burkolat rejti el, gyakran a hátsó felfüggesztés lengőkarjával együtt.
A legelterjedtebb típusok között hagyományosan az 50 cm³ lökettérfogatú, kétütemű típusok találhatók, amelyek a 14 éves kortól megszerezhető AM, vagy akár egészségügyileg lejárt, bármely kategóriájú vezetői engedéllyel vezethetők.
Az utóbbi időben az úgynevezett Maxiscooterek elterjedését tapasztaljuk, amelyek általában nagyobb Variomatic sebességváltóval vannak felszerelve, és nagy távolságok megtételére is alkalmasak, 125-től 839 köbcentis motorral, amelyhez A1, A2 vagy A3 kategóriás jogosítvány szükséges a jármű teljesítményétől függően.
Ebbe a kategóriába tartoznak az összehajtható modellek is, amelyeket általában hajók vagy autók tartozékaiként használnak, mint például a Honda NCZ 50 Motocompo.
A robogók változatának tekinthetők a cső alakú típusok és a női motorkerékpárok is.

## Műszaki adatai
A robogónak különböző kategóriái vannak, nevük a motor lökettérfogata alapján: 50, 100, 125, 150, 180, 200, 250, 300, 400, 500, 600 (ezüstszárny), 650 köbcentiméter (Suzuki) és Burgman akár 839 (Gilera GP800). A robogó karosszériája összefügg a motor kapacitásával, tehát egy robogó 50 cm³-nek általában 10, 12, 13 vagy 14 hüvelykes kerekei vannak (a nagyobb kerekű robogók, mint például az Aprilia Scarabeo is, 16 hüvelykes kerekűek), tömegük pedig megközelíti a 90 kg-ot.

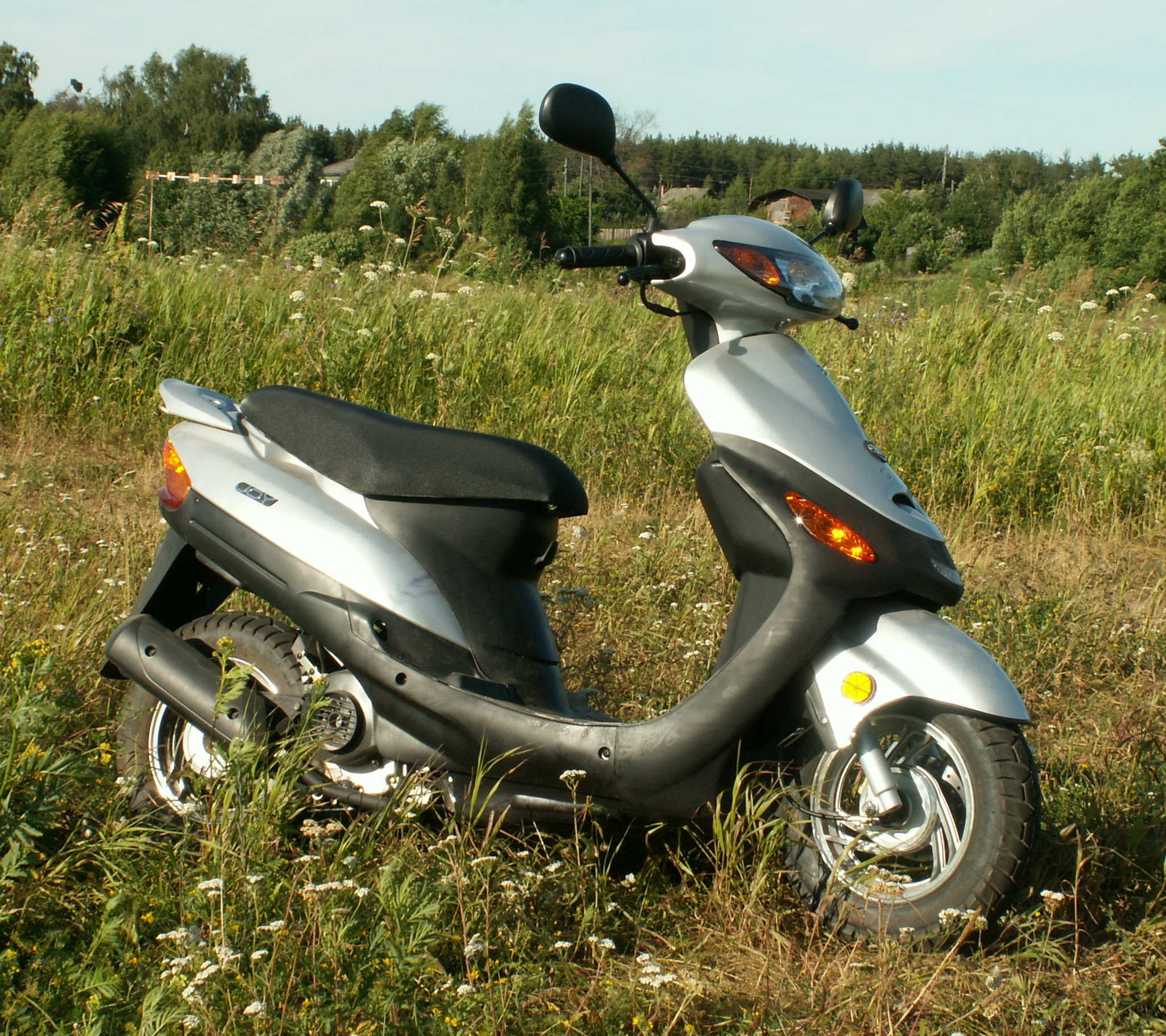
Tipikus modern robogó

A robogó motorja (általában) kétütemű az 50 cm³-es kategóriában, a többiben a megbízhatóság és az alacsonyabb fogyasztás céljából, gyakran négyütemű, de az 50-es kategóriában is kezd terjedni a négyütemű motor.
Nem igazi, fogaskerekes sebességváltó van benne, a régebbi modellek kivételével, hanem fokozatmentes váltó, ami lehetővé teszi, hogy a motor mindig az optimális fordulatszámon járjon. A variátor nevű eszköz a nyomatékkorrektorral együtt a főtengely szögsebessége alapján módosítja az áttételi arányt, hogy egyenletesebb legyen az erőátvitel.
A motorok 50 cm³-estől lég- vagy folyadékhűtésesek, és gyakran porlasztóval vannak szerelve, de vannak befecskendezős modellek is, mint például a Honda Zoomer, a Piaggio NRG Power Pure Jet és az Aprilia SR 50 Ditech (utóbbi kétütemű).
A 125 cm³-től felfelé a négyütemű motort részesítik előnyben, lég- vagy folyadékhűtéssel, karburátorral vagy elektronikus befecskendezéssel.
Egykor kizárólag dobfékekkel szerelték fel, ezek most többnyire a hátsó kerékre korlátozódnak. Az erősebb modellek két vagy három tárcsafékkel vannak ellátva, amelyek közül kettő az első keréken van, különösen az úgynevezett maxi robogók esetében.

## Fordítás
- Ez a szócikk részben vagy egészben  a   Scooter (veicolo) című olasz Wikipédia-szócikk ezen változatának fordításán alapul.  Az eredeti cikk szerkesztőit annak laptörténete sorolja fel. Ez a jelzés csupán a megfogalmazás eredetét és a szerzői jogokat jelzi, nem szolgál a cikkben szereplő információk forrásmegjelöléseként.